# 松平重吉
松平 重吉（まつだいら しげよし）は、戦国時代から安土桃山時代にかけての武将。能見松平家3代当主。
能見松平家2代当主・松平重親の次男。通称は二郎右衛門。

## 生涯
永禄元年（1558年）、主君・今川氏に背いた鈴木重辰（日向守）の居城・寺部城攻めの際は松平元信（後の徳川家康）に従って功績を立てた。
三河一向一揆が起きると酒井忠尚の居城・上野城を攻め、戦功を挙げる。家康の嫡男・信康が武節・足助城攻めで初陣を飾った時は、鎧を身に付けさせる具足親となった。
天正8年（1580年）死去、享年82。

## 系譜
- 父：松平重親
- 母：不詳
- 妻：松平親長娘
  - 長男：松平重利
  - 四男：松平重勝
- 生母不明の子女
  - 女子：松平氏 - 石川康正正室、徳川家康側室、松平康親継室
  - 次男：松平重茂
  - 女子：倉橋政範正室
  - 三男：松平十平